# Echendorf
Echendorf ist ein Ortsteil der im niederbayerischen Landkreis Kelheim gelegenen Stadt Riedenburg. 

## Geographie
Das Kirchdorf liegt auf einer Hochfläche nördlich des Schambachtales.

## Geschichte
Die zur Pfarrei Schambach zählende katholische Kirche St. Stephan ist eine romanische Anlage, der Chorturm frühgotisch um 1300. Durch die zu Beginn des 19. Jahrhunderts im Königreich Bayern durchgeführten Verwaltungsreformen wurde der Ort zu einer eigenständigen Landgemeinde, die am 1. April 1949 nach Buch eingemeindet wurde. Im Zuge der in den 1970er Jahren durchgeführten kommunalen Gebietsreform in Bayern wurde die Gemeinde Buch mit Echendorf am 1. Januar 1972 nach Riedenburg eingegliedert.

## Sehenswürdigkeiten
- Katholische Kirche St. Stephan mit Seelenkapelle und sehenswertem Friedhofstor
- Wohnstallhaus in Jura-Bauweise aus dem Beginn des 19. Jahrhunderts
- Bauernhofmuseum Riedenburg